# Quatre livres extraordinaires

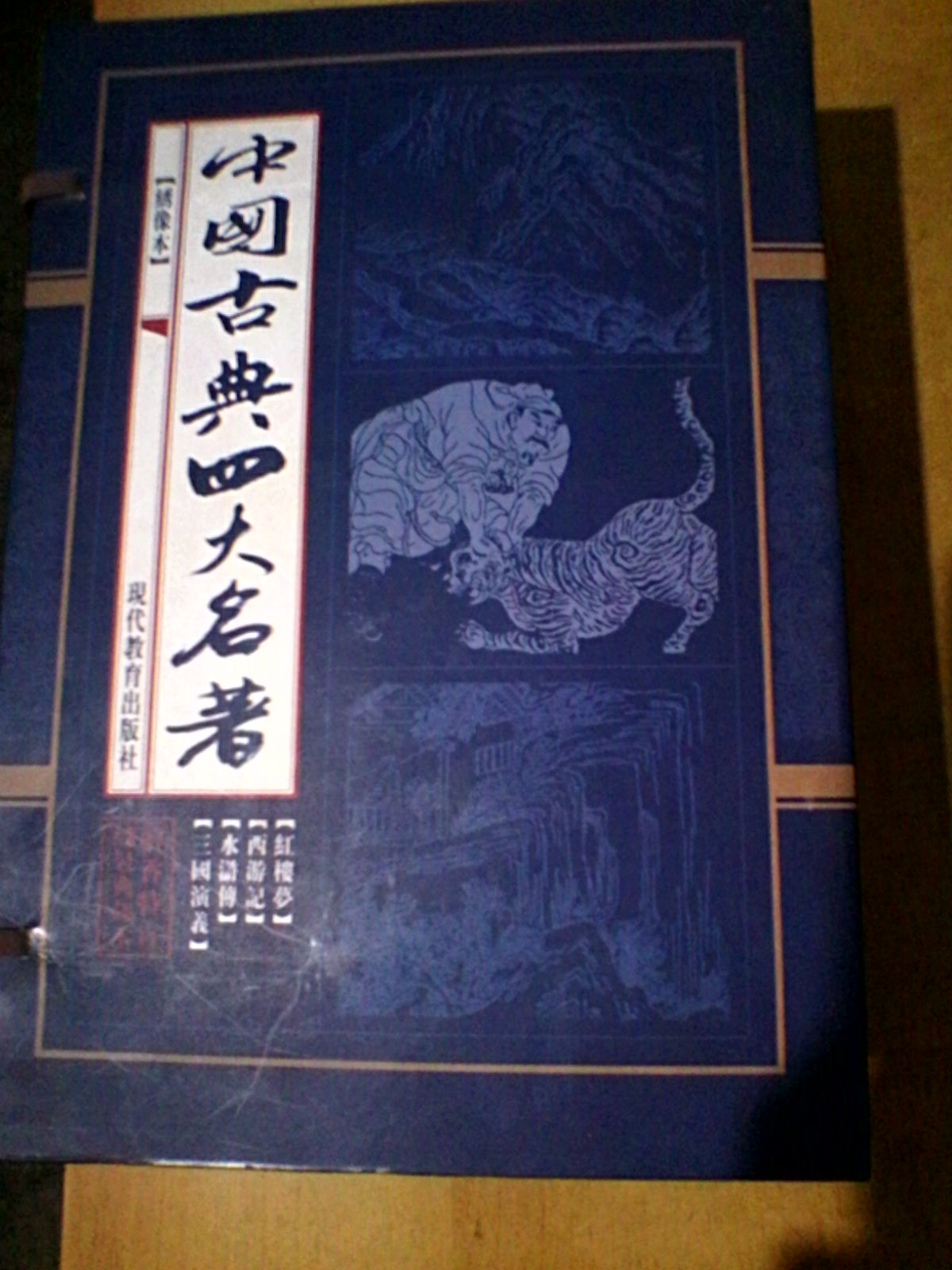
intégrale des quatre livres extraordinaires de la littérature chinoise

Les Quatre livres extraordinaires de la littérature chinoise sont quatre romans communément considérés comme étant les œuvres de fiction de la Chine pré-moderne les plus grandes et les plus influentes.
Une première liste (chinois simplifié : 四大奇书 ; chinois traditionnel : 四大奇書 ; pinyin : Sì dà qíshū ; Wade : Si⁴ da⁴ qi²shu¹), due à Feng Menglong (1574-1646), sous la dynastie Ming, retient Les Trois Royaumes, Au bord de l'eau, La Pérégrination vers l'Ouest et le Jin Ping Mei.
Une autre liste datant de la dynastie Qing retient les mêmes ouvrages, à l'exception du Jin Ping Mei, remplacé par le Rêve dans le pavillon rouge.
Ils font partie des romans les plus longs et les plus anciens et sont considérés comme l'apogée des romans classiques de la Chine, influençant la création de nombre d'histoires, jeux, films et autres formes de divertissement à travers l'Asie du Sud-Est, incluant la Chine, le Japon, la Corée et le Vietnam.
Wang Shizhen (zh) (1526-1590) avait défini une première liste de Quatre livres extraordinaires : le Shiji (Mémoires historiques) de Sima Qian, le Zhuangzi de Zhuangzi, le Shuihuzhuan (Au bord de l'eau) et le Xixiangji (Le pavillon de l’Ouest) de Wang Shifu, mais Feng Menglong, estimant que mettre en parallèle des ouvrages relevant de genres différents n'était pas pertinent, lui a substitué sa liste de quatre romans.

## Ouvrages
Les « quatre grands livres extraordinaires » circulent dès la fin des Ming en tant que chefs-d'œuvre représentatifs chacun d'un sous-genre : le roman historique avec Les Trois Royaumes, le roman de cape et d'épée avec Au bord de l'eau, le roman fantastique avec La Pérégrination vers l'Ouest, et le roman de mœurs avec le Jin Ping Mei ou le 
Le Rêve dans le pavillon rouge selon la liste.
Par ordre chronologique, ils sont :
| Français                       | Chinois traditionnel | Chinois simplifié | Pinyin           | Auteur        | Date          |
| ------------------------------ | -------------------- | ----------------- | ---------------- | ------------- | ------------- |
| Au bord de l'eau               | 水滸傳               | 水浒传            | Shuǐ hǔ Zhuàn    | Shi Nai'an    | XIVe siècle   |
| Les Trois Royaumes             | 三國志演義           | 三国志演义        | Sān guózhì yǎnyì | Luo Guanzhong | XIVe siècle   |
| La Pérégrination vers l'Ouest  | 西遊記               | 西游记            | Xī Yóu Jì        | Wu Cheng'en   | XVIe siècle   |
| Jin Ping Mei                   | 金瓶梅               | 金瓶梅            | Jīn Píng Méi     | Inconnu       | XVIe siècle   |
| Le Rêve dans le pavillon rouge | 紅樓夢               | 红楼梦            | Hóng Lóu Mèng    | Cao Xueqin    | XVIIIe siècle |

## Contexte
Les romans chinois, initiés par des œuvres classiques comme Anecdotes contemporaines et nouveaux propos, À la recherche des esprits, Rapport du voyage en Occident à l'époque des Grands Tang, Recueil de l'ère de la paix et l'histoire officielle, se développent à partir du début de la dynastie Song. Le roman devient une prose narrative qui crée de manière réaliste un monde croyable. Le public chinois est toutefois plus intéressé par l'histoire.
Avec la montée de l'économie monétaire et de l'urbanisation au début de l'ère Song, les divertissements connaissent une professionnalisation grandissante, du fait de l'essor de l'imprimerie, de l'alphabétisation et de l'éducation. À la fois en Chine et en Europe de l'ouest, les romans deviennent progressivement plus autobiographiques et sérieux dans l'exploration des problèmes sociaux, moraux et philosophiques. En Chine cependant, il n'existe pas d'équivalent à l'explosion des romans dans l'Europe de l'ouest durant le XIXe siècle. Les romans des dynasties Ming et Qing représentent l'apogée de la fiction classique chinoise.

## Influences
Les quatre romans ont grandement influencé le développement de la littérature chinoise en langue vulgaire. Traditionnellement, les fictions et les drames n'étaient pas considérés avec une grande importance dans la hiérarchie littéraire de la Chine ou de l'Asie du sud-est et n'étaient traditionnellement pas vus comme de la vraie littérature par les intellectuels. Les écrivains de ces styles littéraires n'avaient pas le même prestige que les poètes et les intellectuels des classiques chinois.
Les quatre romans ont été rédigés dans un mélange de chinois classique et de langue vulgaire, certains ouvrages étant plus ou moins rédigés en langue vulgaire. Par exemple, Histoire des Trois Royaumes est connu pour être un mélange de prose classique et de narrations folkloriques et populaires, alors que Le Rêve dans le pavillon rouge est connu pour l'usage de poèmes dans un style plus populaire. Ces quatre romans sont considérés en Chine comme ayant popularisé et légitimé la littérature en langue vulgaire dans les cercles littéraires chinois.

## LeJin Ping Mei
En raison de ses scènes de sexe assez détaillées, Jin Ping Mei a presque constamment été interdit en Chine depuis sa première publication, mais il y est officiellement disponible depuis 2006. Cela n'empêche pas certains chercheurs et écrivains, comme Lu Xun, de le considérer comme un des meilleurs romans chinois.